# Estornell de Burchell
L'estornell de Burchell (Lamprotornis australis) és una espècie d'ocell de la família dels estúrnids (Sturnidae). Habita les sabanes seques de l'Àfrica Austral. El seu estat de conservació es considera de risc mínim.
El nom comú de Burchell fa referència al naturalista britànic William John Burchell (1782-1863).